# 黑暗恐懼症
黑暗恐懼症（英語：Nyctophobia）是一種對黑暗表現出特別恐懼的心理疾病。其發生的原因為大腦對於在黑暗環境中可能有什麼，或者將要發生什麼的臆斷。

## 症状
患者对于置身于黑暗环境的恐惧超出了一般的恐惧心理，并且对黑暗产生了一种强烈的条件反射。只要身处这种环境當中，就会产生恐惧感，以及无法控制的思维强迫，会不自觉地去想一些令自己恐惧的东西。
患者主要表现为怕黑，不敢一个人独处，白天与晚上精神症状不一，情绪相差较大。到了晚上，独自一人时就会产生莫名的恐慌情绪，没有安全感，紧张害怕，产生消极情绪。这种症状有间接性，连续性。

## 病因
尽管对于黑暗的恐惧是一个普遍存在的现象，其病理的成因仍然缺乏医学上的证据。尽管常见于儿童，根据阿德里安·威廉斯的一项基于催眠治疗的医学研究发现，成人中也有一定数量的人患有黑暗恐惧症。其实多数人对于黑暗都有一定程度的恐惧感，这可以用进化论来解释，因为原始的人类担心躲在暗处的天敌。所以诸多黑暗的元素亦常被使用在恐怖电影中。

## 诊断
根据2001年4月出版的《中国精神障碍分类与诊断标准第三版》，对于黑暗恐惧症的诊断标准如下：
- 符合神经症的诊断标准；

- 以恐惧为主，需符合以下4项：
  - 对某些客体或处境有强烈恐惧，恐惧的程度与实际危险不相称；
  - 发作时有焦虑和自主神经症状；
  - 有反复或持续的回避行为；
  - 知道恐惧过分、不合理，或不必要，但无法控制。

- 对恐惧情景和事物的回避必需是或曾经是突出症状；

- 排除焦虑症、分裂症、疑病症。

符合上述四条标准，并产生强迫观念或强迫行为，才能诊断为患上黑暗恐惧症。